# Neanthophylax tenebrosus
Neanthophylax tenebrosus là một loài bọ cánh cứng thuộc phân họ Lepturinae, trong họ Cerambycidae. Loài này phân bố ở Hoa Kỳ. Adult beetle feeds on mountain hemlock, và red fir.

## Subtaxons
There are three subspecies in species:
- Neanthophylax tenebrosus nigrolineatus (Van Dyke, 1917)
- Neanthophylax tenebrosus orientalis Linsley & Chemsak, 1972
- Neanthophylax tenebrosus tenebrosus (LeConte, 1873)